# 68-ма окрема єгерська бригада (Україна)
68-ма окрема єгерська бригада імені Олекси Довбуша (68 ОЄБр) — легке піхотне з'єднання Сухопутних військ Збройних Сил України.

## Історія
Бригада створена вже після повномасштабного вторгнення 6 березня 2022. Вже 24 березня бригада зайняла оборону на підступах до Вугледара. Навесні-восени 2022 року бригада брала участь у боях на Донеччині.
В червні 2022 року мотопіхотний батальйон «Ведмеді» підсилив 68-му окрему єгерську бригаду.
Указом Президента України № 606/2022 від 24 серпня 2022 року бригаді присвоєно почесне найменування «імені Олекси Довбуша».
У листопаді 2022 року бригада тримала оборону у боях на Донеччині.
У грудні 2022 року президент України вручив бригаді бойове знамено.
У лютому 2023 року бригада брала участь в боях на Вугледарському напрямку.
11 червня 2023 року бригада повідомила про звільнення селища Благодатне в Донецькій області.
На липень 2023 року бригада вела бої на Куп'янсько-Лиманському напрямку.
У липні-серпні 2023 бригада звільнила села Надія та Новоєгорівка Сватівського району Луганської області.
У травні 2024 року бригада обороняла Покровський напрямок. Цей район оборони з'явився після того як російські війська окупували Авдіївку.
У червні 2024 року бригада відбила штурм на Покровському напрямку.
Станом на початок 2025 року бригада продовжувала обороняти Покровськ. 2 січня президент Зеленський подякував бійцям бригади за оборону міста.
В лютому 2025 військові бригади вибили окупантів з Даченського, що менше ніж за 5 кілометрів від Покровська .
В травні 2025 бригада продовжувала обороняти Покровськ 

## Озброєння
- International MaxxPro[18]
- Автоматична турель «ШаБля»[19]

## Структура

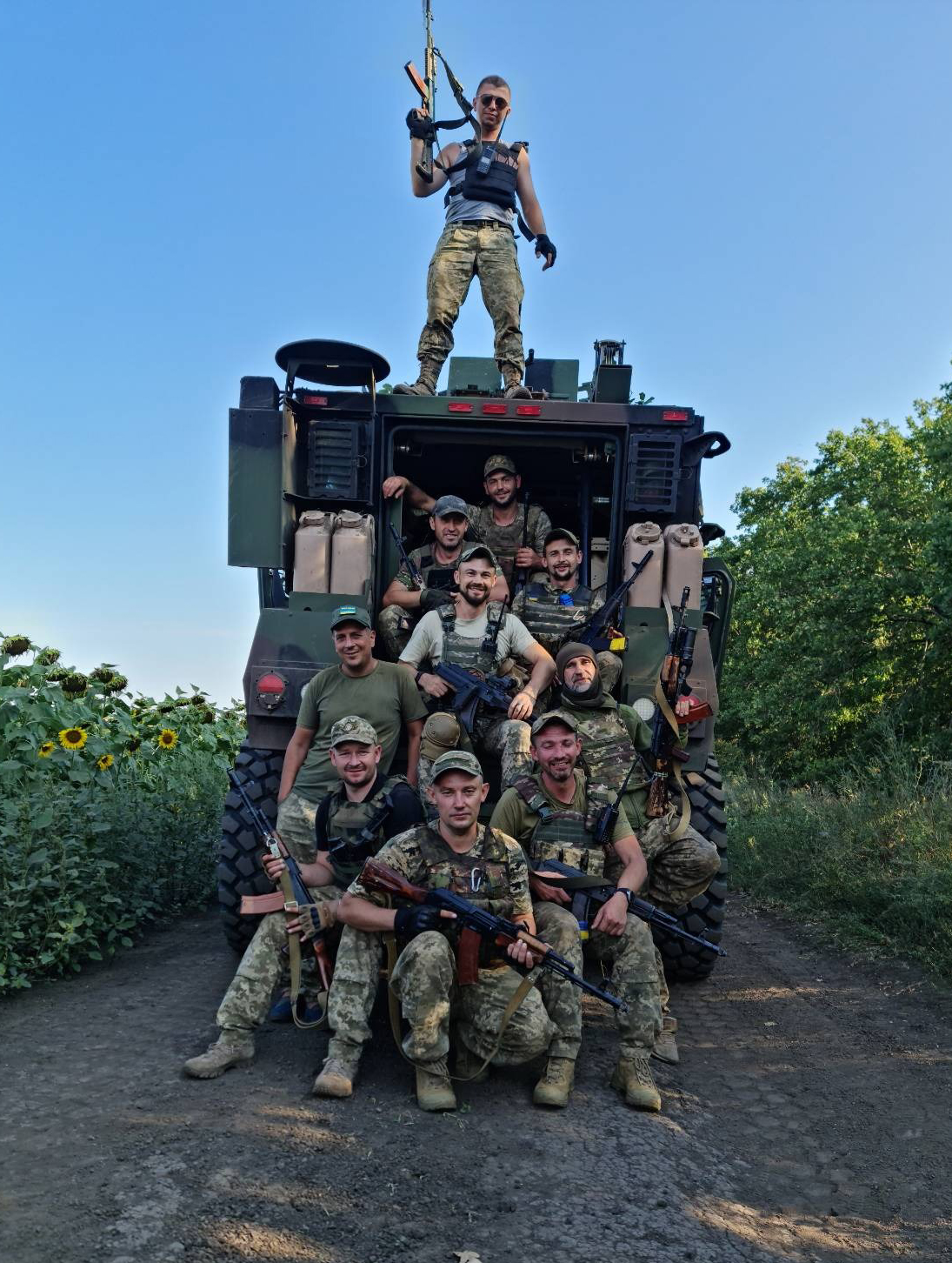
У листопаді 2022 р.

- 26-й окремий стрілецький батальйон[20]
- 52-й окремий стрілецький батальйон[21][22][8]
- Батальйон ударних БПЛА «Шершні Довбуша»[23][24][25][26]

## Командування
Командири
- (березень — липень 2022) полковник Беляков Юрій Володимирович[27]
- (до липня 2024) полковник Шум Олексій[28][29]
- (з липня 2024) підполковник Третяк Сергій Валерійович[29]

заступники:
- березень 2022 полковник Садовий Володимир Григорович начальник штабу — перший заступник
- березень — травень 2022 полковник Марко Петро Михайлович — заступник командира по РОС
- липень 2022 підполковник Шевчук Володимир Іренейович — заступник командира по РОС
- березень 2022 полковник Озірний Олександр Борисович заступник
- березень 2022 підполковик Кожевніков Ігор Володимирович заступник з тилу
- березень 2022 підполковник Тимчина Анатолій Вячеславович заступник з озброєння

- (вересень 2022) підполковник Ярошик Олег Володимирович[30] заступник з ОВТ

## Символіка
На нарукавному знаку бригади в зеленому полі зображено золоту росомаху зі срібною барткою. Над щитом на стрічці вміщено гасло «ВАШІ ДУШІ ЗА НАШІ КРИВДИ».

## Відомі особистості
- Павло Вишебаба, екоактивіст, музикант та письменник.[32]
- Олег Барна, громадсько-політичний діяч, правозахисник, педагог, народний депутат України VIII скликання. Загинув 17 квітня 2023 року.[33]
- Оністрат Андрій, український бізнесмен, банкір, віце-президент Федерації триатлону України, спортсмен.[34]

## Співпраця з волонтерами
- ГО «Справа Громад» передало мобільні лазні.[35]

## Вшанування

### Нагороджені
Найвищими державними нагородами відзначені:
- Кучеренко Валерій Віталійович — молодший сержант, Герой України (2023).[36]
- Радіо Віталій Миколайович («Радіо») — головний сержант, Герой України (2024, посмертно).[37]

### Довідки
- Сухопутні війська // ukrmilitary.com

### Новини
- Бійці 68-ї ОЄБр показали наслідки ворожого обстрілу ринку в Кураховому
- Єгерська бригада: як воюють в українських степах лісівники з Рівненщини
- Єгерям 68 бригади ЗСУ вдалося вийти з оточення на Донеччині